# Kovareka
Kovareka (Covareca), malena banda ili pleme Otuke Indijanaca, porodica Bororoan, s misije Santa Anna u Boliviji. Njihov jezik 1831. praktički je nestao.